# Alphonse de La Croix de Chevrières
Pour les articles homonymes, voir La Croix (homonymie), De La Croix et Chevrières.
Alphonse de La Croix de Chevrières  est un évêque catholique français, évêque de Grenoble de 1619 à 1620.

## Biographie
Il est le fils de Jean de La Croix de Chevrières et de Barbe d'Arsac.Il fait ses humanités et sa philosophie au collège des Jésuites de Tournon et obtient son doctorat in utroque jure à Valence.
Il est brièvement avocat au Parlement de Grenoble dans le but de succéder à son père puis il se tourne vers une carrière ecclésiastique.
Deux ans avant d'être nommé évêque il commence l'étude de la théologie mais aussi du grec et de l'hébreu au collège des Jésuites de Lyon. Il est réputé avoir mené des controverses avec des pasteurs protestants. Il n'est encore qu'un simple clerc en 1612. Nommé coadjuteur de son père le 19 mai 1612 il est confirmé le 3 mars 1614 et consacré en novembre, avec le titre d'évêque titulaire de Chalcédoine (de), il prit en main la direction du diocèse avant de succéder à son père à la mort de celui-ci en mai 1619. Le 21 octobre 1619, il assista à la pose de la première pierre de la Visitation de Sainte Marie d’en Haut. Il résigna ses fonctions l'année suivante et meurt en 1637